# Apanteles endii
Apanteles endii är en stekelart som beskrevs av Sathe och Ingawale 1995. Apanteles endii ingår i släktet Apanteles och familjen bracksteklar. Inga underarter finns listade i Catalogue of Life.